# Пітер де Карпентьє
Пітер де Карпентьє́, правильніше Ка́рпентір (нід. Pieter de Carpentier); 19 лютого 1586 — 21 жовтня 1637) — п'ятий генерал-губернатор Голландської Ост-Індії.

## Біографія
Пітер де Карпентьє народився в Антверпені. Його дядько по материнській лінії, Луї Дельбек (нід. Louis Delbeecque) був одним зі співзасновників Голландської Ост-Індійської компанії (VOC). З 1603 року вивчав філософію в Лейденському університеті.
В 1616 році він відплив на кораблі De Getrouwheid в Ост-Індію. Займав там ряд важливих посад, в тому числі генерального директора з торгівлі, члена Ради Індій і Ради з оборони. Користувався довірою Яна Пітерсзоона Куна. Разом з ним штурмував Джакарту і засновував Батавію. 1 лютого 1623 був призначений генерал-губернатором.
Пітер де Карпентьє продовжував політику свого попередника, але діяв тактовніше. Він був змушений взаємодіяти з англійцями, розлюченими Амбонською разаниною. Налагоджував відносини з місцевими правителями, приділяв особливу увагу розбудові Батавії. При ньому в місті були збудовані ратуша, школа і притулок.
В жовтні 1637 року, після повернення Куна, де Карпентьє склав свої повноваження і 12 листопада відплив до Нідерландів. Прибув додому він 3 червня. Був членом правління VOC.
Помер у 1637 році. Похований у Вестеркерці.

## Сім'я
2 березня 1630 року одружився з Марією Равевелт (нід. Maria Ravevelt). Мав семеро дітей.

## Пам'ять
Голландські мореплавці Ян Карстенсон і Віллєм ван Колстердт назвали затоку, відкриту ними в 1623 році на півночі Австралії Карпентаією.